# Oegoconia novimundi
Oegoconia novimundi is een vlinder uit de familie dominomotten (Autostichidae). De wetenschappelijke naam is voor het eerst geldig gepubliceerd in 1915 door Busck.
Deze vlinder komt voor in Europa.